# Северка (приток Москвы)
Се́верка — река в Московской области России, правый приток Москвы-реки. Протекает на юге и юго-востоке региона. Исток в городском округе Домодедово, у деревни Степыгино. Устье находится у села Северского, к северу от Коломны, на высоте 102 м над уровнем моря.

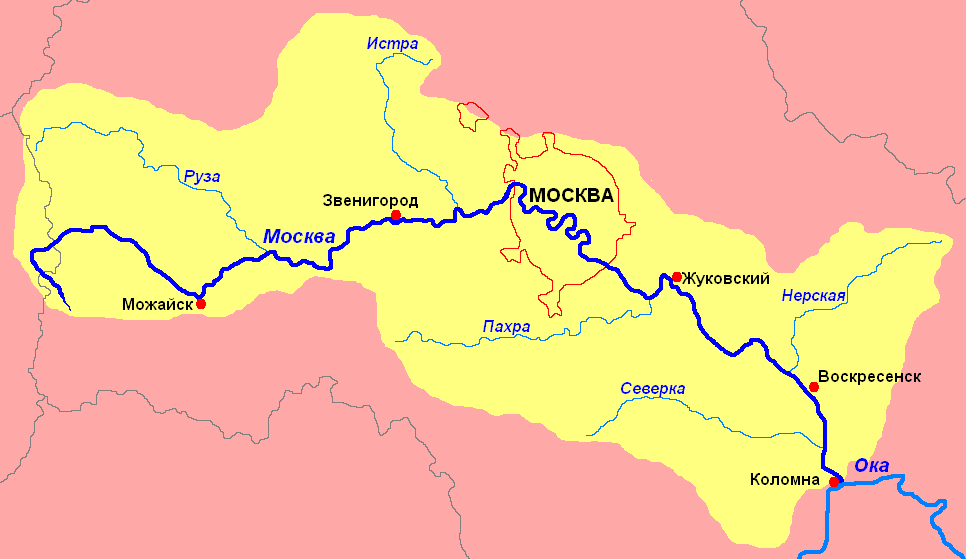
Бассейн реки Москвы

Течение быстрое по холмистой равнине, средний уклон — 0,446 м/км. Лесов не много, особенно в нижнем течении. За плотиной мелкие каменистые перекаты.
До села Введенского Северка узкая — не более 3—4 метров, быстрая, очень извилистая. По берегам заросли ивняка, нависающие над водой. Ниже Введенского возможны завалы. До деревни Липкино глубина небольшая, русло извилистое, летом зарастает камышом. Недалеко от села Мещерино и деревни Голубино Северку перегораживают плотины.
Длина реки — 98 км, площадь водосборного бассейна — 1430 км². По другим данным длина — 110 км.
В 1947 году на берегу реки Северки был найден череп сапиенса возрастом 3—5 тысяч лет.
На реке расположены населённые пункты Непецино, Горностаево, Введенское, Авдотьино, Шкинь, Мещерино, Фёдоровское, Мансурово, Острожки и Голубино.

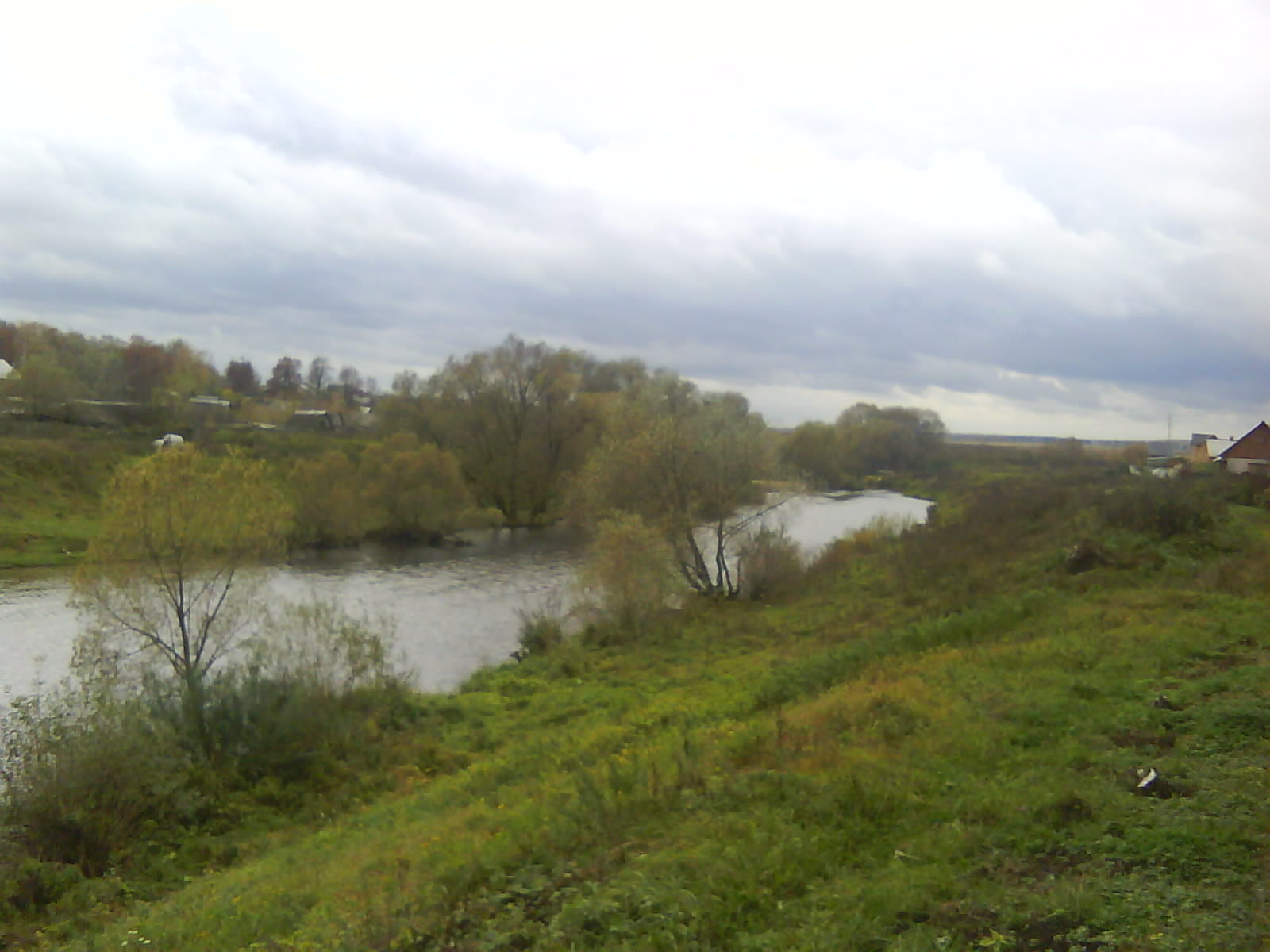
Вид на реку из деревни Горностаево

По данным Государственного водного реестра России, относится к Окскому бассейновому округу, речной бассейн — Ока, речной подбассейн — бассейны притоков Оки до впадения Мокши, водохозяйственный участок — Москва от водомерного поста в деревне Заозерье до города Коломны.

## Притоки
(расстояние от устья)
- 9,5 км: река Сетовка (лв)
- 15 км: река Осёнка (пр)
- 30 км: река Городенка (пр)
- 52 км: река Коновка (пр)
- 53 км: река Нудовка (пр)
- 64 км: река Гнилуша (лв)
- 67 км: река Речица (пр)
- 70 км: река Востец (пр)